# Červený Újezd (Zbůch)
Červený Újezd je malá vesnice, část obce Zbůch v okrese Plzeň-sever v Plzeňském kraji. Nachází se jeden kilometr východně od Zbůchu. Červený Újezd leží v katastrálním území Červený Újezd u Zbůchu o rozloze 3,71 km².

## Historie
První písemná zmínka o vesnici pochází z roku 1115.

## Obyvatelstvo
| Rok            | 1869 | 1880 | 1890 | 1900 | 1910 | 1921 | 1930 | 1950 | 1961 | 1970 | 1980 | 1991 | 2001 | 2011 | 2021 |
| -------------- | ---- | ---- | ---- | ---- | ---- | ---- | ---- | ---- | ---- | ---- | ---- | ---- | ---- | ---- | ---- |
| Počet obyvatel | 126  | 135  | 143  | 160  | 196  | 230  | 212  | 115  | 115  | 115  | 165  | 74   | 80   | 82   | 104  |
| Počet domů     | 17   | 17   | 18   | 23   | 26   | 29   | 32   | 40   | 40   | 29   | 25   | 25   | 34   | 36   | 42   |

## Obecní správa
Při sčítání lidu v letech 1869–1950 Červený Újezd byl samostatnou obcí, se kterým patřil nejprve do okresu Stříbro, ale v roce 1950 v okrese Stod. Od roku 1960 je částí obce Zbůch v okrese Plzeň-sever.

## Pamětihodnosti
- Kaple na návsi

## Osobnosti
- Vinzenz Hofmann (1857–1933), politik

## Další fotografie

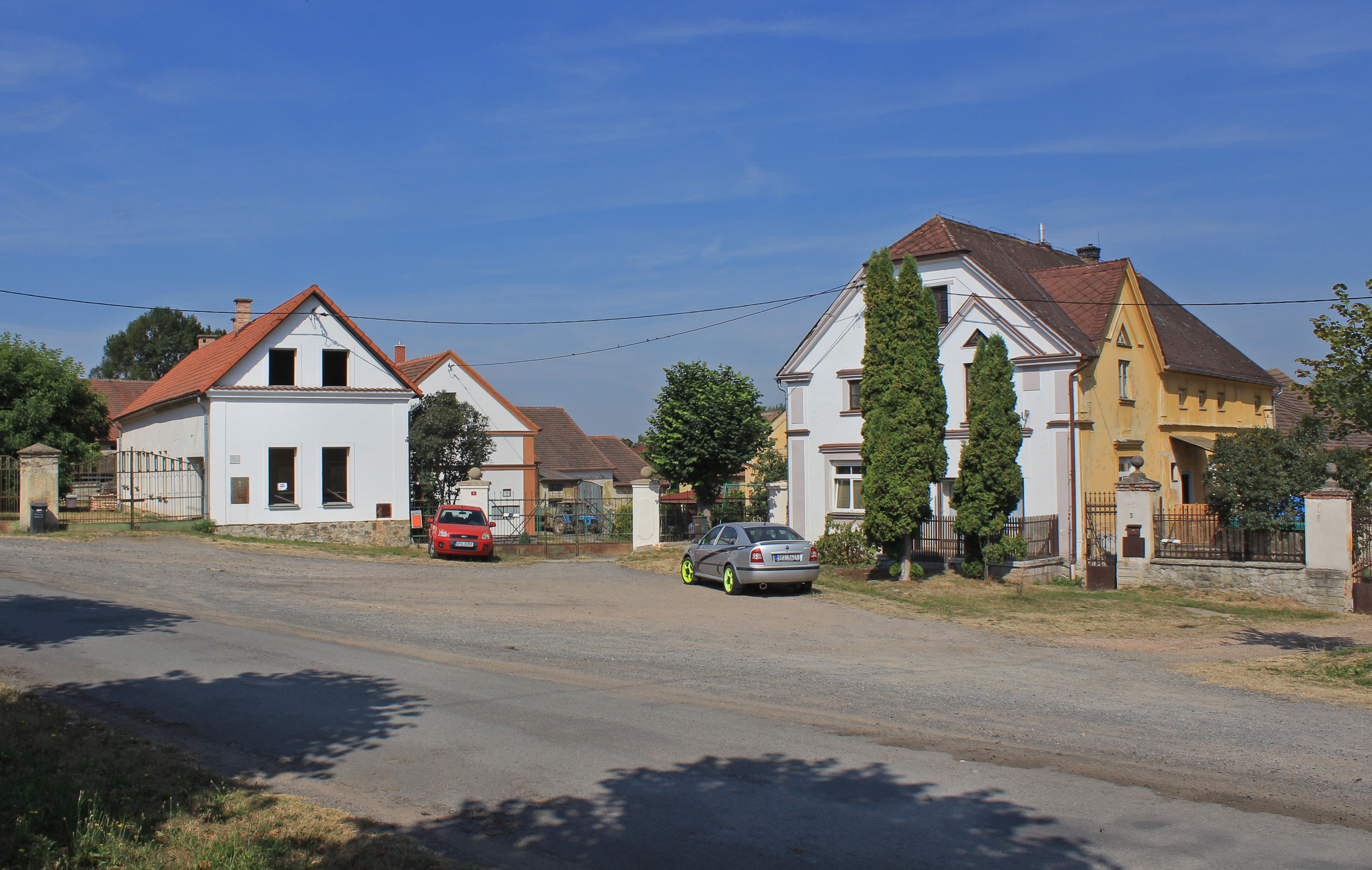
Náves
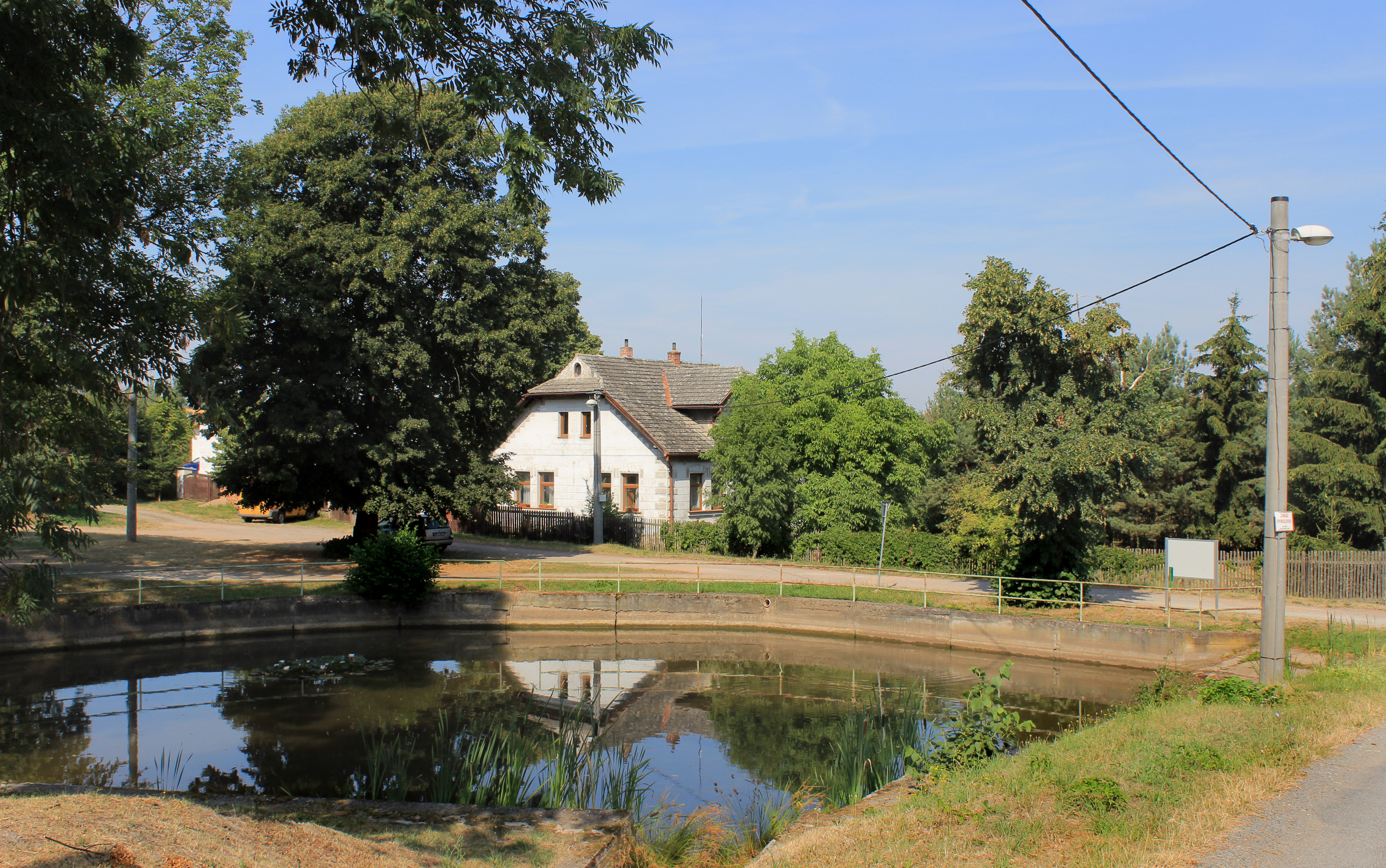
Rybník u silnice
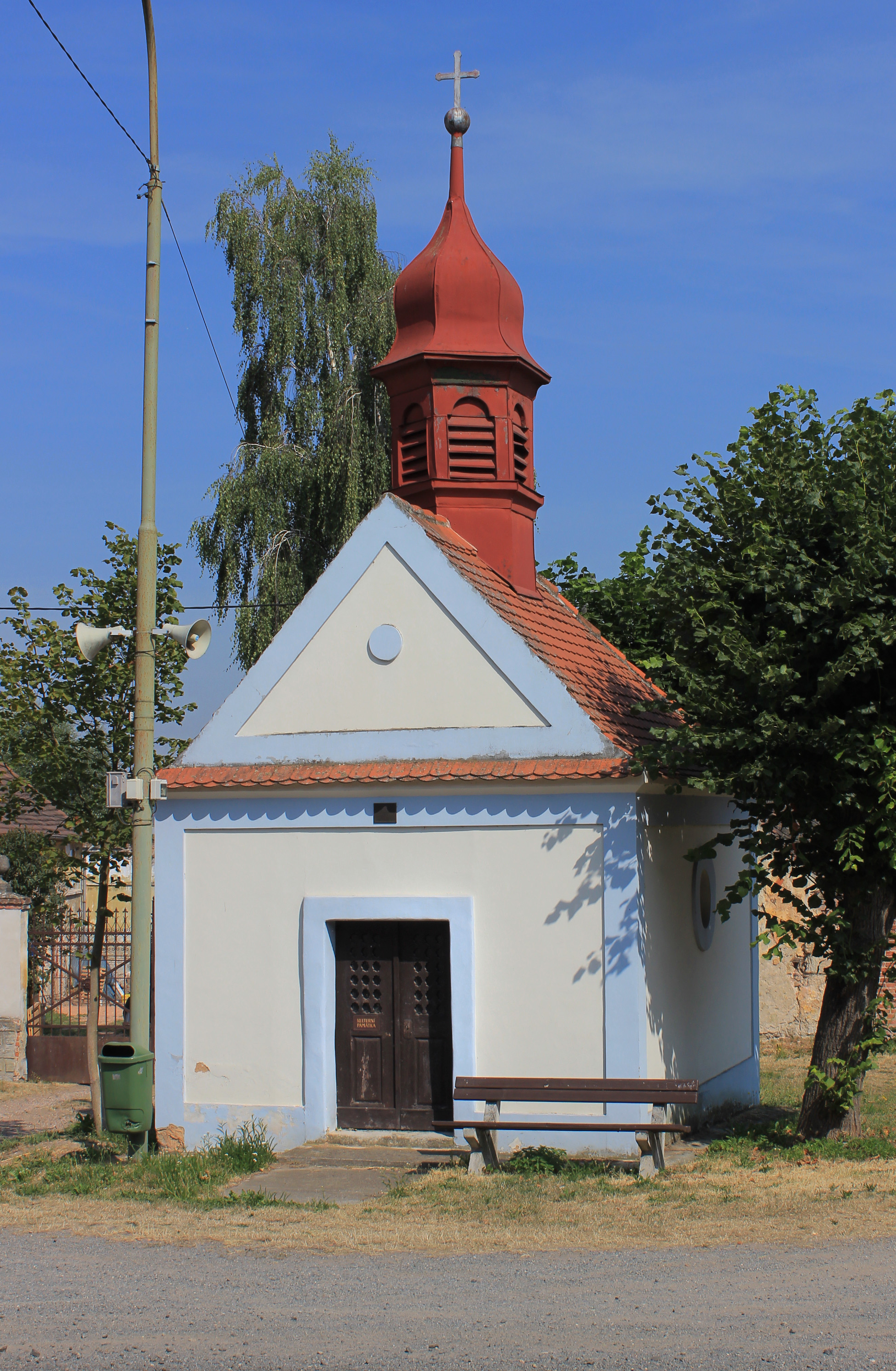
Kaple na návsi